# Tour du Doubs
Le Tour du Doubs est une course de cyclisme qui fait partie de l'UCI Europe Tour, classé dans la catégorie 1.1.
La version actuelle de l’épreuve est organisée par le Vélo Club de Morteau Montbenoît. Elle a été créée en 1986 par Michel VARDANEGA, (président du VC Morteau Montbenoît de 1974 à 2008). D’abord course par étapes amateurs jusqu’en 1998, elle est devenue une épreuve professionnelle d’un jour en 1999.
Elle est également inscrite comme épreuve comptant pour la Coupe de France de cyclisme depuis 2010.
Depuis 2022, plusieurs changements sont à noter, avec notamment une nouvelle équipe dirigeante, un changement de date et un parcours innovant. Programmé habituellement en septembre, depuis l'édition 2023 il a été décalé en avril pour former le Triptyque comtois avec la Classic Grand Besançon Doubs et le Tour du Jura. Le site d'arrivée n'est plus au centre de Pontarlier mais à la montagne du Larmont,.

## Palmarès
| Année                                   | Vainqueur           | Deuxième            | Troisième                |
| --------------------------------------- | ------------------- | ------------------- | ------------------------ |
| 1934                                    | René Debenne        | Louis Vincent       | Maurits Oplinus          |
| 1935                                    | Louis Thiétard      | Manuel Garcia       | Alfredo Malmesi          |
| 1936                                    | Manuel Garcia       | Alphonse Antoine    | Paul Giguet              |
| 1937                                    | Guillaume Chavard   | Rafael Ramos        | Joseph Vuillemin         |
| 1938                                    | Aldo Bertocco       | Louis Thiétard      | Jean Marie Bœuf          |
| 1939                                    | Alphonse Antoine    | Paul Rossier        | René Stroebel            |
| 1940-1947 Non-organisé                  |                     |                     |                          |
| 1948                                    | Jean de Gribaldy    | Adolphe Deledda     | Robert Nicollet          |
| 1949                                    | Adolphe Deledda     | Georges Ramoulux    | Jean-Baptiste Verpoorten |
| 1950                                    | Robert Vanderstockt | Jean Bozec          | Hugues Guelpa            |
| 1951                                    | Pino Cerami         | Pierre Baratin      | Robert Vanderstockt      |
| 1952                                    | Gilbert Bauvin      | Alexandre Sowa      | Roger Rosselle           |
| 1953                                    | Alexandre Sowa      | Jean Tissier        | Louis Gauthier           |
| 1954                                    | Gaby Faille         | Alexandre Sowa      | Maurice Houillon         |
| 1955-1992 Non-organisé ou non-documenté |                     |                     |                          |
| 1993                                    | Gil Besseyre        | Patrick Vallet      | Jean-Yves Duzellier      |
| 1994-1998 Non-organisé ou non-documenté |                     |                     |                          |
| 1999                                    | Jérôme Gannat       | Jérémie Dérangère   | Pierre Ackermann         |
| 2000                                    | Vladimir Miholjević | Dominique Rault     | Pierre Bourquenoud       |
| 2001                                    | Eddy Lembo          | Bert De Waele       | Pierre Ackermann         |
| 2002                                    | Frédéric Finot      | Pierre Bourquenoud  | Pierrick Fédrigo         |
| 2003                                    | Bert De Waele       | Janek Tombak        | Frédéric Bessy           |
| 2004                                    | Matthieu Sprick     | Hayden Roulston     | Bert De Waele            |
| 2005                                    | Philip Deignan      | Yann Pivois         | Mark Scanlon             |
| 2006                                    | Yoann Le Boulanger  | Mickaël Buffaz      | Frédéric Finot           |
| 2007                                    | Vincent Jérôme      | Pierre Rolland      | Sébastien Duret          |
| 2008                                    | Anthony Geslin      | Christophe Kern     | Vincent Jérôme           |
| 2009                                    | Yann Huguet         | Julien Mazet        | Guillaume Levarlet       |
| 2010                                    | Jérôme Coppel       | Jonathan Hivert     | Leonardo Duque           |
| 2011                                    | Arthur Vichot       | Romain Hardy        | Julien Bérard            |
| 2012                                    | Jérôme Coppel       | Sylvain Georges     | Jean-Marc Bideau         |
| 2013                                    | Aleksejs Saramotins | Thomas Voeckler     | Vegard Stake Laengen     |
| 2014                                    | Rein Taaramäe       | Angélo Tulik        | Pierre-Luc Périchon      |
| 2015                                    | Eduardo Sepúlveda   | Julien Loubet       | Rudy Molard              |
| 2016                                    | Samuel Dumoulin     | Baptiste Planckaert | Thibault Ferasse         |
| 2017                                    | Romain Hardy        | Flavien Dassonville | Quentin Jauregui         |
| 2018                                    | Julien Simon        | Ignatas Konovalovas | Rein Taaramäe            |
| 2019                                    | Stefan Küng         | Franck Bonnamour    | Guillaume Martin         |
| 2020                                    | Loïc Vliegen        | Biniam Girmay       | Aurélien Paret-Peintre   |
| 2021                                    | Dorian Godon        | Biniam Girmay       | Tom Paquot               |
| 2022                                    | Valentin Madouas    | Mathieu Burgaudeau  | Matîs Louvel             |
| 2023                                    | Jesús Herrada       | Thibaut Pinot       | Nans Peters              |
| 2024                                    | Lenny Martinez      | Clément Berthet     | José Manuel Díaz         |
| 2025                                    | Mattéo Vercher      | Adrien Maire        | Iván Cobo                |